# فراینه
فراینه (به ایتالیایی: Fraine) یک کومونه در ایتالیا است که در استان کییتی واقع شده‌است.

## خصوصیات
فراینه ۱۶ کیلومترمربع مساحت و ۴۶۳ نفر جمعیت دارد و ۷۵۱ متر بالاتر از سطح دریا واقع شده‌است.